# .ne
.ne (Níger) é o código TLD (ccTLD) na Internet para o Níger., operado pela Sonitel (Níger Telecoms), podendo ser usado como typosquatting, devido aos erros ortográficos em relação ao gTLD .net e por ser usado em segundo nível por outros domínios de topo, como .jp do Japão (.ne.jp) e .kr da Coréia do Sul (.ne.kr).